# 古斯塔沃·雷
古斯塔沃·雷·古兹曼（西班牙語：Gustavo Leigh Guzmán，1920年9月19日—1999年9月29日），是智利空军军官。曾担任智利空军总司令、军事执政委员会成员。是1973年智利政变主导者之一。1978年，被逐出军政府。

## 生平
1920年，出生于智利圣地亚哥瓦尔帕莱索。
1940年，毕业于航空学校，获得空军少尉军衔，
1942年，担任轰炸机飞行员。
1943年，从事巴拿马运河区空中防务工作。
1944年，获得空军中尉军衔。
1945年，担任航空学校教官。
1948年，获得空军上尉军衔，
1953年，任第二战斗机群第11中队指挥官。
1958年，任第二战斗机群总指挥官。
1966年，获得空军上校军衔，任智利空军秘书长。
1966年，任航空学校校长。
1970年，获得空军准将军衔。
1973年，任智利空军总司令，获得空军上将军衔。9月11日，参加军事政变，成为军事执政委员会成员。
1978年，由反对私有化和自由市场经济政策而被解除空军总司令职务，逐出军政府。
1990年，遭到爱国阵线的袭击，受到重伤。
1999年，在圣地亚哥因病逝。